# Capestrano
Capestrano är en ort och kommun i provinsen L'Aquila i regionen Abruzzo i Italien. Kommunen hade 885 invånare (2018).